# Stop the World: I Want to Get Off
Stop the World: I Want to Get Off ist ein britischer Musicalfilm von 1966 unter der Regie von Philip Saville. Die Hauptrollen sind besetzt mit Tony Tanner, Millicent Martin, Leila Croft und Valerie Croft. 
Das Kinoplakat warb seinerzeit mit folgenden Worten für den Film: „Now You can see an actual Performance of a Once-in-a-Lifetime Broadway Show at your own Movie Theatre!“ (Jetzt können Sie eine echte Aufführung einer einmaligen Broadway-Show in Ihrem eigenen Kino sehen!).
Das Drehbuch basiert auf dem Theaterstück Stop the World – I Want To Get Off von Anthony Newley und Leslie Bricusse, erschienen am 20. Juli 1961 in London. Die ursprüngliche Broadway-Produktion des Films mit Anthony Newley wurde am 3. Oktober 1962 im Shubert Theatre uraufgeführt und lief 555 Mal. Sie wurde 1963 für die Tony Awards in den Kategorien „Herausragendes Musical“, „Bemerkenswerter Musicalschauspieler“, „Bester Komponist und Texter“ und „Bester Autor (Musical)“ nominiert.

## Handlung
Little Chap ist untrennbar mit einer von ihm gegründeten Musiktheatertruppe verbunden. Sein Ausruf „Stop the world“, mit dem er sich jedes Mal an sein Publikum wendet, wenn etwas Unerfreuliches passiert, ist legendär. Mit seiner Truppe, zu der auch seine Frau und seine beiden inzwischen erwachsenen Töchter sowie sein halbwüchsiger Sohn gehören, tritt er in einem Theater auf, das an eine Zirkusmanege erinnert.
Geboren wurde Little Chap in einfachen Verhältnissen. Seine Frau Evie hat er nur geheiratet, weil sie schwanger von ihm war. Ohne diese Schwangerschaft wäre es wahrscheinlich nicht zu einer dauerhaften Verbindung beider gekommen, obwohl die Heirat mit ihr die erste Sprosse auf seiner Karriereleiter war. Sein neuer Schwiegervater, der zuvor Little Chaps Chef war, machte ihn zum Manager einer seiner weniger produktiven Fabriken in Sludgepool, die Little Chap schnell in ein riesiges Unternehmen verwandelte und von da an von Erfolg zu Erfolg eilte, während Evie ihm zwei weitere Kinder schenkte.
Da Little Chap amoralisch und durch und durch opportunistisch ist, nutzte er die ihm gebotenen Chancen, um sich beruflich und auch persönlich zu verwirklichen, ohne dabei Rücksicht auf seine Frau und seine anwachsende Familie zu nehmen. Trotzdem wurde und wird er von seiner Familie geliebt. Dass er seine Frau mehr als einmal betrogen hat, ändert daran nichts. Als Little Chap sich in Moskau auf Geschäftsreise befand, machte er eine schöne Russin zu seiner Geliebten. Zurück aus Moskau nahm seine Karriere einen weiteren Schub, er wurde Geschäftsführer und erhielt eine Mitgliedschaft im Snobb’s Club, einen Sitz im Parlament und zwei weitere schöne Geliebte, nämlich sein japanisches Hausmädchen und ein amerikanisches Showgirl. Sein gesellschaftlicher und finanzieller Erfolg ging sogar so weit, dass er in den Adelsstand erhoben wurde.  
Nachdem mehr als 35 Jahre vergangen sind, ist Little Chap erschöpft und sehnt sich nach ruhigeren Zeiten. Er glaubt, es sei nun an der Zeit, seine Memoiren zu schreiben. Er hat nun viel Zeit zum Nachdenken und beginnt zu begreifen, wer er ist und warum er die Entscheidungen in seinem Leben so getroffen hat, wie er sie getroffen hat. Er wird sich schmerzhaft bewusst, dass sein egozentrisches Leben zu seiner inneren Leere beigetragen hat, da er nie aufgehört hat, jemand anderen zu lieben, als sich selbst.

## Produktion

### Hintergrund
Tony Mastroianni schrieb in der Cleveland Press, dass der vielseitig begabte Anthony Newley die Hauptrolle in diesem Werk gespielt habe, der auch Buch, Text und Musik mit verfasst habe. Als die Show nach New York gezogen sei, sei er durch Tony Tanner ersetzt worden, der auch in dieser gefilmten Produktion die Hauptrolle gespielt habe.

### Drehorte
Gedreht wurde im Lyric Theatre – Lyric Square, King Street, Hammersmith, London, England, Vereinigtes Königreich. 

### Veröffentlichung
In Großbritannien kam der Film am 24. April 1966 in den allgemeinen Verleih. Der Publikumszuspruch in Nordlondon war so schlecht, dass er bereits am darauffolgenden Mittwoch wieder abgesetzt wurde, bevor er noch Südlondon erreichen konnte.
In den Vereinigten Staaten wurde der Film erstmals am 11. Mai 1966 in New York City veröffentlicht. Veröffentlicht wurde er zudem in Australien, Indien und in Japan.

### Songs im Film
- I Believed It All, Musik Al Ham, Text Alan Bergman und Marilyn Bergman, gesungen von einem Chor
- ABC Song
- I Wanna Be Rich von Leslie Bricusse und Anthony Newley, gesungen von Tony Tanner und Chor
- Typically English, wie vor, gesungen von Millicent Martin und Tony Tanner
- Lumbered, wie vor
- Gonna Build A Mountain wie vor, gesungen von Tony Tanner
- Glorious Russian, wie vor, gesungen von Millicent Martin
- Meilinski Meilchik, wie vor
- Typilly Nippon/Japanese, wie vor
- Family Fugue/Nag, Nag, Nag, wie vor, gesungen von Millicent Martin und Tony Tanner sowie einem Chor
- The New York Scene/All American, wie vor, gesungen von Millicent Martin
- Once in a Lifetime, wie vor, gesungen von Tony Tanner
- Mumbo Jumbo, wie vor
- Someone Nice Like You, wie vor, gesungen von Millicent Martin und Tony Tanner
- What Kind of Fool Am I?, wie vor, gesungen von Tony Tanner

## Rezeption

### Kritik
Tony Mastroianni stellte in der Cleveland Press fest, dass Stop the World – I Want to Get Off keine Filmversion des Originals sei. Vielmehr handele es sich um eine fotografierte Performance, die einige filmische Techniken nutze, wie Zoomaufnahmen, Nahaufnahmen und Winkelaufnahmen, im Wesentlichen aber eine Bühnenpräsentation bleibe. Das Beste im Film werde durch Lieder und Pantomimen erzählt. Millicent Martin, die Little Chaps Frau spiele, verkörpere auch seine russische, japanische und amerikanische Freundin. Stop the World sei ein eher simpler Film, der in einem dünnen Rahmen ein soziales Umfeld umschreibe, aber gute Lieder biete. Die Bühnenkulisse sei eine leere Zirkusarena, sie für diesen Film auszuschmücken, sei unterblieben. Das Kinopublikum werde zudem durch die Geräusche eines applaudierenden Publikums und eines Orchestergrabens ständig daran erinnert, dass es sich um ein Theaterstück handele. Bühnentricks, Symbolik, Gaze, nackte Bretter und Clown-Make-up kämen unter der unerbittlichen Beobachtung der Kamera nicht gut weg. Auch die plumpen Zoten einiger Zeilen und Texte seien verzichtbar, zumal wenn sie von einem dröhnenden Soundtrack untermalt würden. Regisseur Philip Saville verwende eine freizügige Kameratechnik, die dem Film Bewegung und Abwechslung verleihe. Tanner sei ein guter Little Chap und mache das Beste aus seinen großen Momenten und Liedern wie Gonna Build a Mountain, Once In a Lifetime und What Kind of Fool Am I?
Derek Winnert befasste sich auf seiner Seite mit dem Film und meinte, es sei ein lustiger und ansprechender, wenn auch etwas knarrender Technicolor-Film von Anthony Newleys unvergesslichem experimentellen Avantgarde-Bühnenmusical aus den Swinging Sixties vor einer Zirkuskulisse. Newleys Bühnenrolle im Film habe Tony Tanner übernommen und Millicent Martin begeistere mit einer Reihe von Charakteren, darunter Evie, Anya, Ara und Ginnie. Der Film sei eine faszinierende Zeitkapsel der Sechziger, schade sei aber, dass Newley den Film nicht selbst gemacht habe.

### Auszeichnungen
Al Ham war 1967 für und mit dem Film für einen Oscar in der Kategorie „Beste adaptierte Filmmusik“ nominiert.
Tony Tanner war für einen Golden Laurel bei den Laurel Awards in der Kategorie „Musikalische Darbietung“ nominiert und erreichte Platz 5.